# Tunnel van Purnode
De tunnel van Purnode is een spoortunnel in Purnode, een deelgemeente van Yvoir. De tunnel heeft een lengte van 222 meter. De enkelsporige spoorlijn 128 gaat door deze tunnel.
De tunnel van Purnode, de tunnel van Lèche en de tunnel van Durnal liggen in rechte lijn achter elkaar. De Bocq kronkelt zich onder de spoorlijn door.